# منتخب فرنسا لكرة القاعدة
منتخب فرنسا الوطني لكرة القاعدة (بالفرنسية: Équipe de France de baseball)‏ هو ممثل فرنسا الرسمي في المنافسات الدولية في كرة القاعدة .